# Raça Rubro-Negra (escola de samba)
Grêmio Recreativo Escola de Samba Raça Rubro-Negra (ou simplesmente Raça Rubro-Negra) é uma escola de samba da cidade do Rio de Janeiro, sediada no bairro de Inhaúma, formada por sambistas torcedores do Clube de Regatas do Flamengo.

## História
A agremiação foi fundada em setembro de 2019, mas fez seu primeiro desfile oficial apenas em 2022, desfilando pela Série Prata, onde entrou no lugar da Imperadores Rubro-Negros e reeditou o samba-enredo do Império Serrano do carnaval de 1964. A escola acabou terminando na 9ª colocação, não sendo promovida a Série Ouro, a segunda divisão do carnaval carioca, o que lhe daria o direito de desfilar no Sambódromo da Marquês de Sapucaí. 
No ano seguinte, apresenta o enredo "Raízes de uma Raça', que abordou a questão da captura e escravidão dos negros que vieram para o Brasil. A agremiação apresentou um bom conjunto de alegorias e fantasias e uma comissão de frente coreografada. Porém, problemas sérios em evolução fizeram com que fosse rebaixada para a Série Bronze.

## Segmentos

### Presidência
| Mandato               | Presidente      | Referência |
| --------------------- | --------------- | ---------- |
| Fundação - atualmente | Anderson Macula | [ 7 ]      |

## Carnavais
| Ano  | Colocação              | Grupo                                         | Enredo | Carnavalesco                       | Intérprete                     | Ref.        |
| ---- | ---------------------- | --------------------------------------------- | --- | ---------------------------------- | ------------------------------ | ----------- |
| 2022 | 9.º Lugar              | Série Prata (Sexta-feira) (terceira divisão)  | Aquarela Brasileira (Reedição do enredo de 1964 do Império Serrano) Compositor: Silas de Oliveira | Jorge Knnawer                      | Pingo Sargento e Rafael Santos | [ 8 ] [ 9 ] |
| 2023 | 16.º Lugar (Rebaixada) | Série Prata (Sexta-feira) (terceira divisão)  | Raízes de uma Raça Compositores: Gabriel Simões, Fumaça, Raphael Gravino, Rafael Faustino, Mateus Pranto, Jonathan Mello, Leandro Canavarro, Jonathan Reis, Gabriel Sorriso, Gi do Carmo, Diego Nascimento, Guilherme Kauã, Salviano, Fio, Fabinho Urubu, Carlinho Japona e Rosa Araújo | Jorge Knnawer e Rafael Victor      | Pingo Sargento e Rafael Santos | [ 10 ]      |
| 2024 | 6.º Lugar              | Série Bronze (Segunda-feira) (quarta divisão) | Kizomba, a Festa da Raça (Reedição do enredo de 1988 da Unidos de Vila Isabel) Compositores: Rodolpho, Jonas e Luiz Carlos da Vila | Jorge Knnawer                      | Pingo Sargento                 | [ 11 ]      |
| 2025 | 9.º Lugar (Rebaixada)  | Série Prata (Sexta-feira)                     | Negro Sim, de Sangue Rubro, sou Raça! Na Luta por Anastácias sem Mordaça! | Vagner de Lima e Amarildo de Mello | Pingo Sargento                 |             |